# Ingelheimer Kaiserpfalz

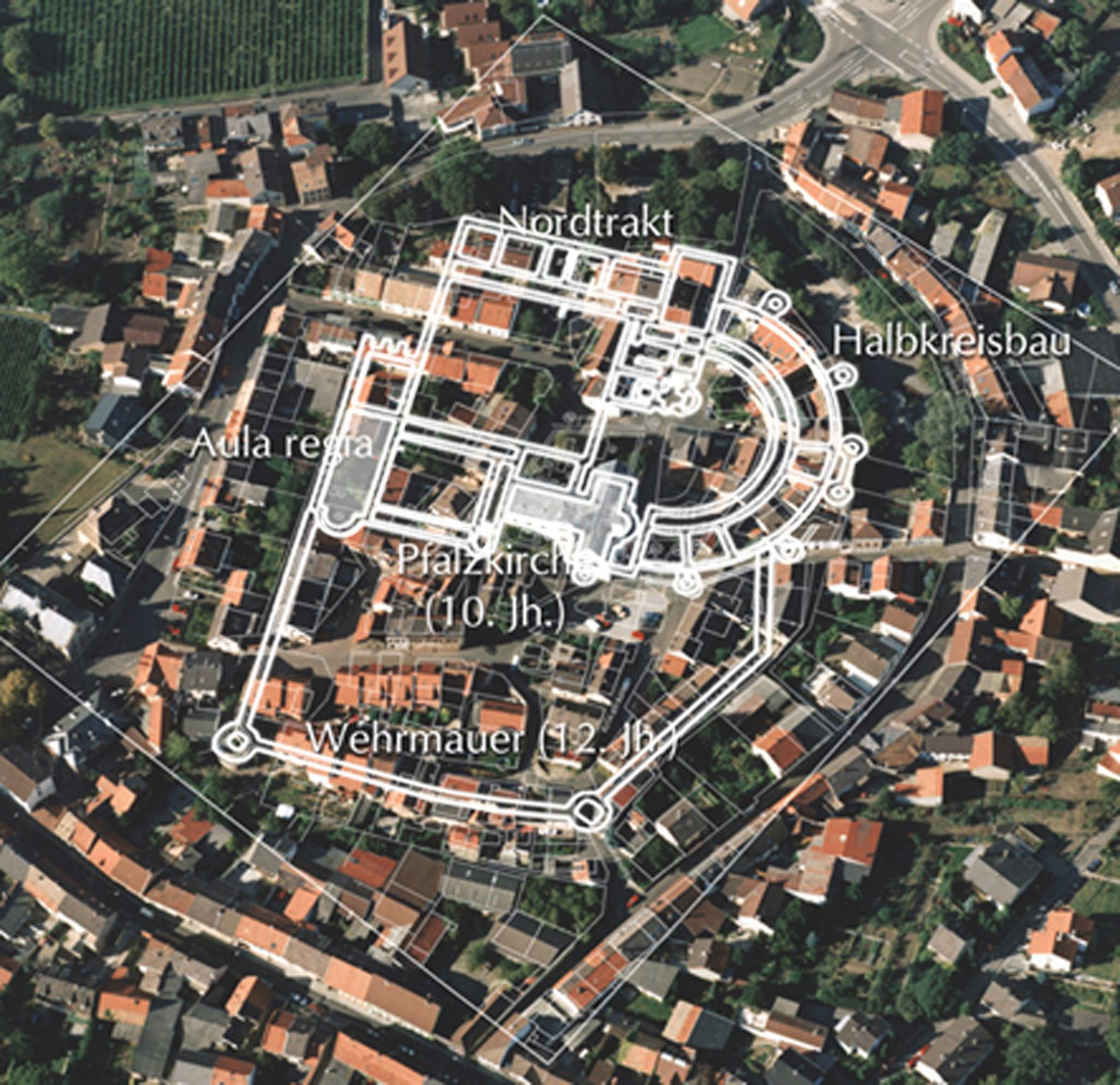
Heutiges Saalgebiet mit Rekonstruktion der einstigen Mauerverläufe

Die Ingelheimer Kaiserpfalz ist eine bedeutende Kaiserpfalz, erbaut für Karl den Großen Ende des 8. Jahrhunderts, zwischen 780 und 800. Nach dem Bericht seines zeitgenössischen Biographen Einhard zählte sie zu den „herrlichsten Palästen“ des Kaisers neben der Aachener Königspfalz und der Pfalz Nimwegen. Vollendet wurde der Bau jedoch erst unter Karls Sohn Ludwig dem Frommen, der sich hier oft aufhielt. Die Ingelheimer Pfalz diente in der Epoche des Reisekönigtums den römisch-deutschen Kaisern und Königen bis ins 11. Jahrhundert als zeitweiliger Aufenthalts- und Regierungsort. Ende des 10. Jahrhunderts wurde sie renoviert.
Der Pfalzkomplex liegt im heutigen Nieder-Ingelheim, 15 km westlich von Mainz, in der Flur „Im Saal“ auf einem Hang mit weiter Aussicht auf die Rheinebene. Von den Gebäuden der Kaiserpfalz sind eindrucksvolle Reste bis heute oberirdisch erhalten, insbesondere die Aula regia und das Heidesheimer Tor. Der größere Teil der Anlage liegt als Fundament unter der Erde und erlaubt es aufgrund archäologischer Grabungen, die Gesamtanlage zu rekonstruieren. Die Pfalz erfuhr in ihrer Geschichte mehrere Umbauten, bis sie nach und nach abgebrochen wurde. Erhalten blieb die unter ottonischer Herrschaft im Jahr 997 erbaute Pfalzkapelle, die heutige Ingelheimer Saalkirche. Gegenwärtig wird das Gebiet der einstigen Pfalz restauriert und steht unter Denkmalschutz. Auch finden dort noch Ausgrabungen statt.

## Forschungsgeschichte

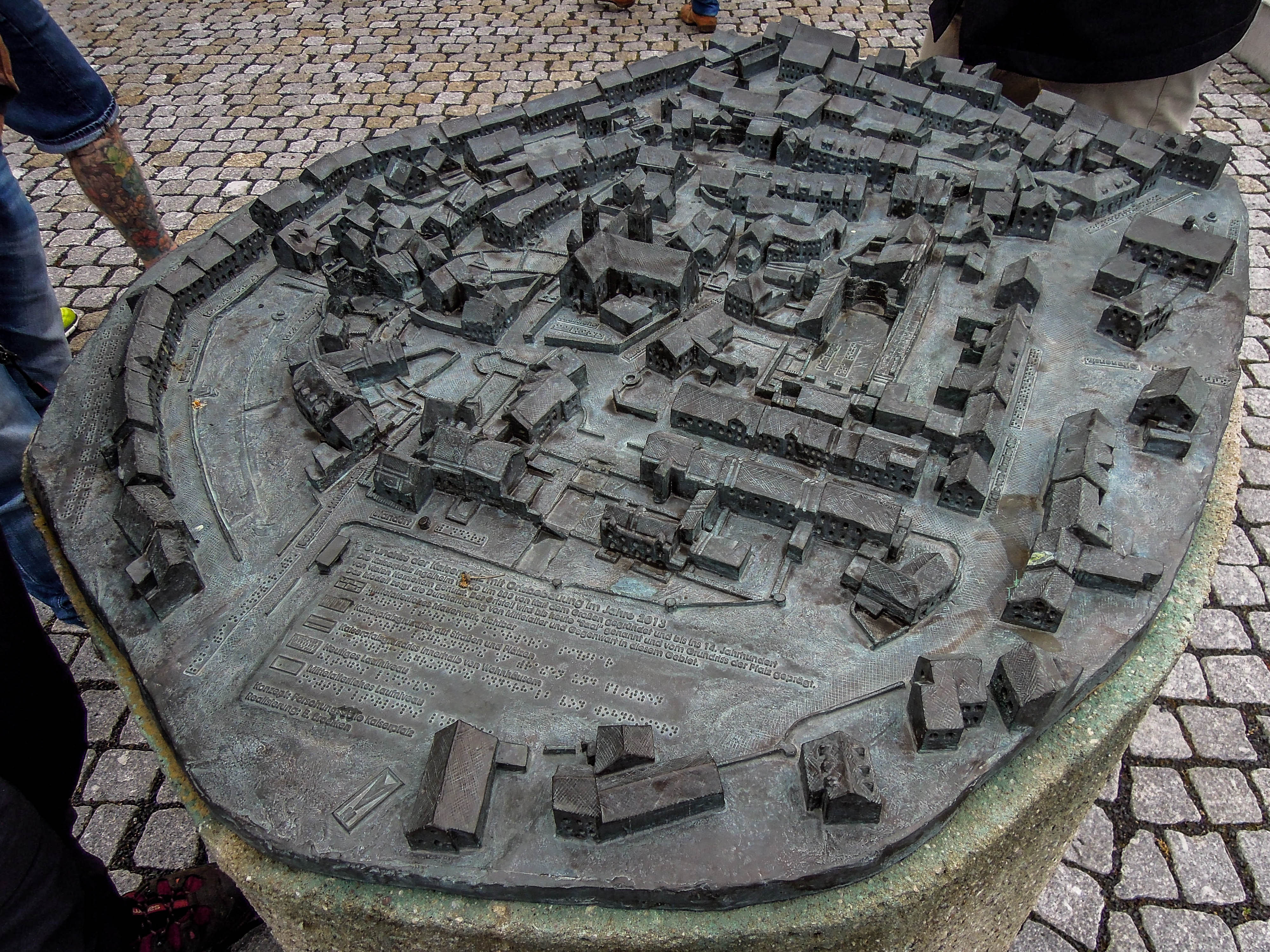
Modell der heutigen Bebauung

Erste Untersuchungen im Pfalzgebiet fanden bereits Mitte des 19. Jahrhunderts statt: 1852 berichtete August von Cohausen  von ersten kleineren Grabungen. 1888/89 schloss sich Paul Clemen  mit Grabungen an. Der deutsche Verein für Kunstwissenschaft begann 1909 unter der Leitung von Christian Rauch  mit systematischen Untersuchungen, die aber mit Ausbruch des Ersten Weltkrieges eingestellt werden mussten. Rauch veröffentlichte jedoch noch Vorberichte zur Ausgrabung, nach denen 1931/32 ein Modell angefertigt wurde, das bis 1975 als Abbild einer typisch karolingischen Pfalz angesehen wurde. 1960 wurden die Grabungen unter der Leitung von Walter Sage mit Mitteln der Deutschen Forschungsgemeinschaft wieder aufgenommen. 1963 leitete Hermann Ament die Ausgrabungen. 1965 und 1968/70 fanden weitere archäologische Untersuchungen unter der Leitung von Uta Wengenroth-Weimann statt. Nach einem Gesamtplan dieser Grabungskampagne und Rekonstruktionszeichnungen von Walter Sage fertigte Konrad Weidemann 1975 ein weiteres Modell der Kaiserpfalz Ingelheim an. Seit 1995 gibt es wieder aktuelle Grabungen im Pfalzgebiet. Diese Untersuchungen zielen auf eine erneute Erfassung, Beschreibung und Datierung der einzelnen Gebäudeteile und der Gesamttopographie ab und brachten schon einige Funde zutage. Es konnten zum Beispiel eine Goldmünze und eine Riemenzunge aus der Zeit Karls des Großen sowie eine hochmittelalterliche Warmluftheizung geborgen werden. Zudem wurden die neuesten Grabungsergebnisse genutzt, um ein neues Rekonstruktionsmodell der Pfalz Ingelheim zu schaffen.

## Entwicklung

### Frühmittelalter

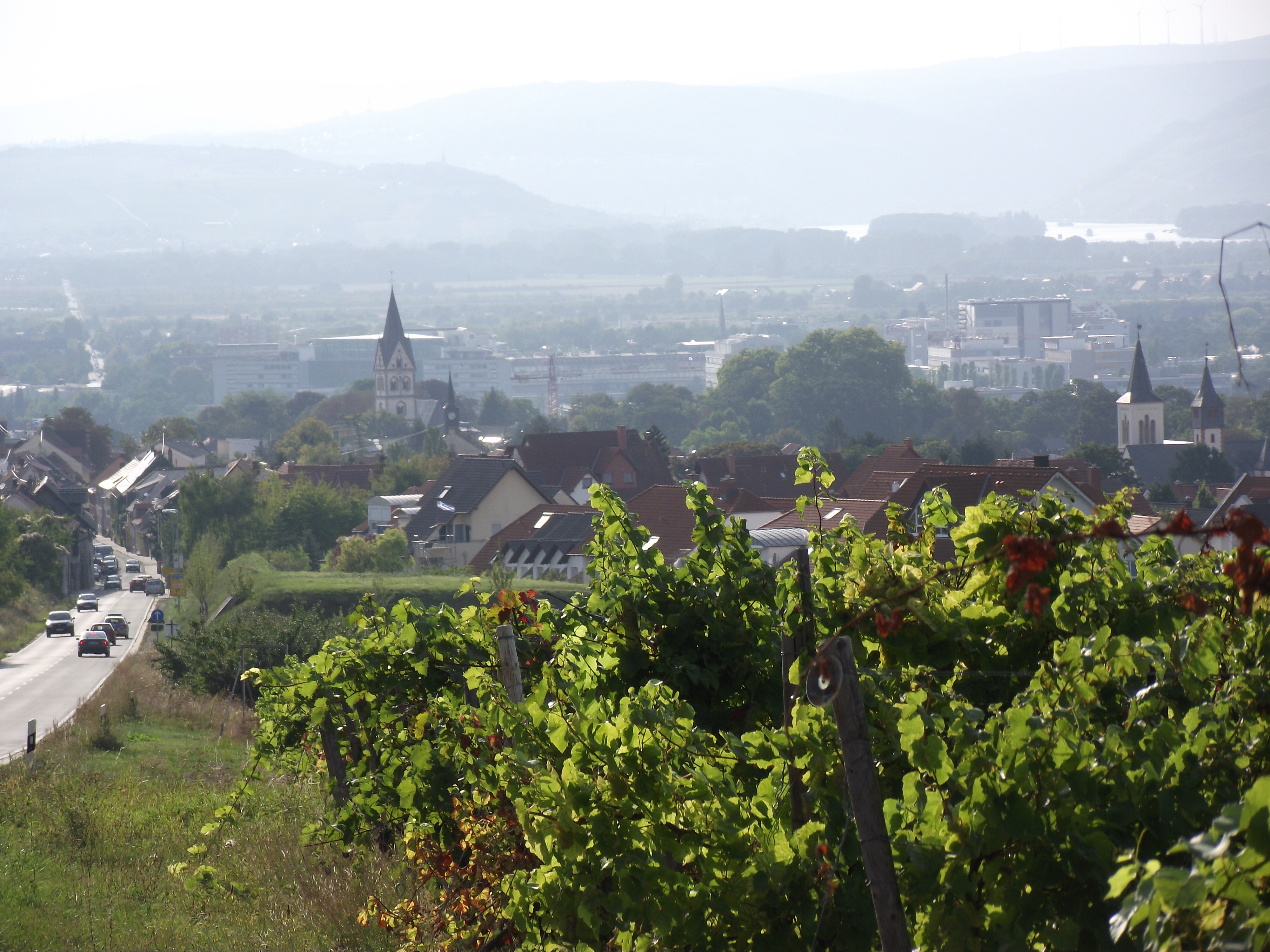
Nieder-Ingelheim, links die Remigiuskirche des Ortes, rechts die Saalkirche der Kaiserpfalz

#### Lage
Der Pfalzbezirk liegt in Nieder-Ingelheim, etwa 500 m oberhalb der Stadt mit seiner Remigiuskirche, wo man auch den älteren merowingischen Königshof vermutet. In beiden Orten, Nieder- und Ober-Ingelheim, lagen in fränkischer Zeit mehrere Hofgruppen mit zugehörigen Gräberfeldern, die sich im 8. Jahrhundert im Besitz der Frankenkönige befanden.
Der Kernbezirk der Pfalz war 145 m × 110 m groß und wurde auf einer ca. 250 × 300 m großen Hangterrasse in drei Kilometern Entfernung zum südlichen Rheinufer angelegt. Die Lage der Pfalz am Nordabhang des Mainzer Berges zum Rheingraben verlieh dem Bau Fernwirkung und Sichtbarkeit sowie die Aussicht über den Rhein in den Rheingau und Taunus. Der Nordflügel stand auf einer Breite von 75 m am Rand der natürlichen Hangkante.

#### Geschichte

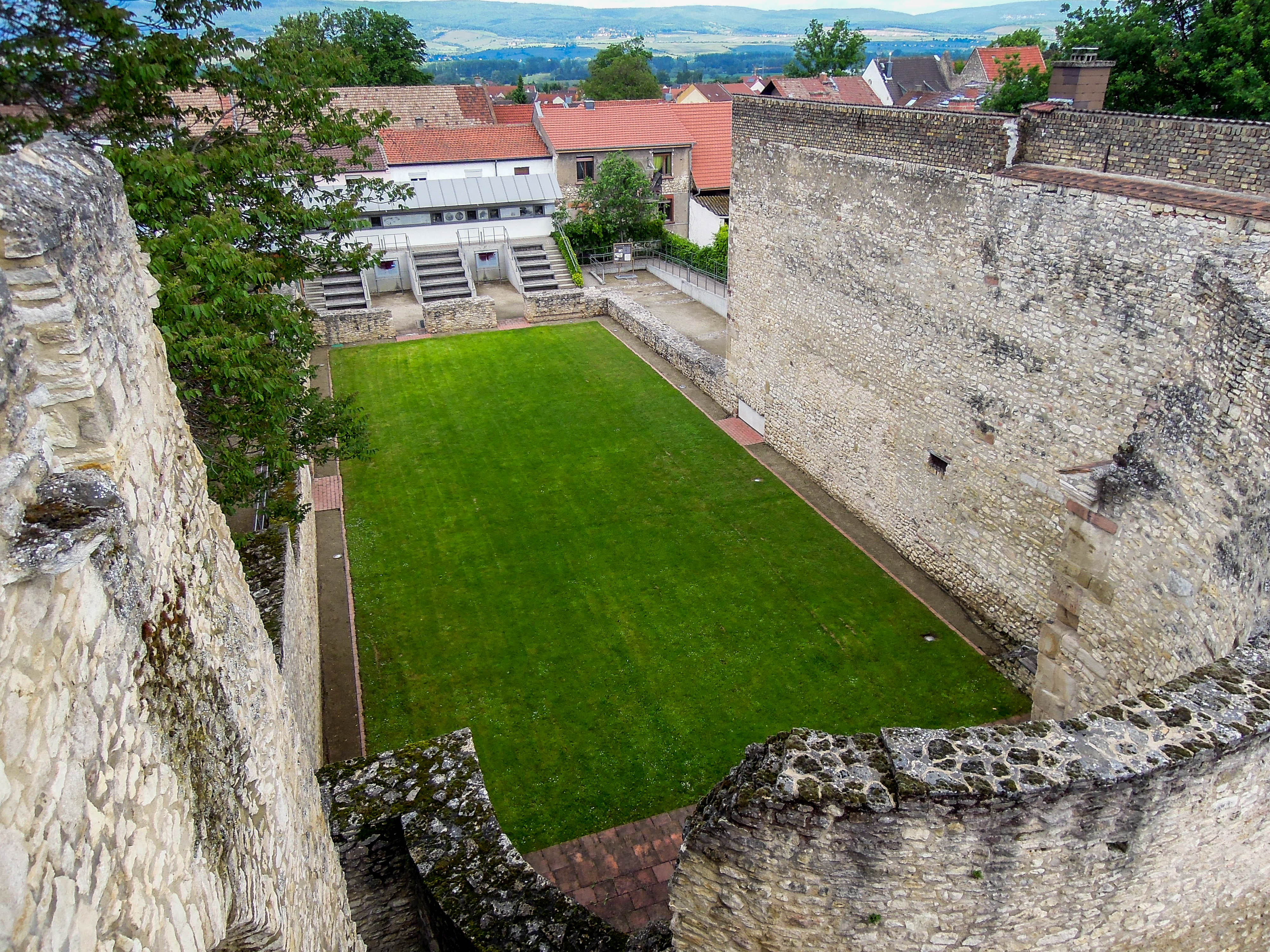
Aula regia der Kaiserpfalz

Die Anwesenheit des Erbauers der Pfalz, Karls des Großen, in Ingelheim ist erstmals für den September 774 belegt. Er machte dort kurz Station auf dem Rückweg nach seiner Eroberung des Langobardenreiches in Norditalien, wo er sich zum König der Langobarden hatte krönen lassen. Seit dem Ende des Jahres 787 verweilte er erneut in Ingelheim, diesmal jedoch weitaus länger. Er verbrachte hier Weihnachten und blieb auch über den Winter ohne Unterbrechung bis zur Jahresmitte 788. In diese Zeit fiel auch die große Reichsversammlung vom Juni 788, auf der Herzog Tassilo III. von Bayern wegen Hochverrats zum Tode verurteilt wurde (er wurde letztendlich von Karl dem Großen zu Klosterhaft begnadigt). In der modernen Forschung wird das Verfahren als politischer Scheinprozess betrachtet. Die Länge und die Bedeutung des Aufenthaltes durch das Feiern des Weihnachts- und Osterfestes und der hier stattgefundenen Reichsversammlung setzen das Vorhandensein repräsentativer Pfalzgebäude und eine ausreichende Versorgung durch die umliegenden Höfe voraus. Aus der „Vita Karoli Magni“ von Einhard ist belegt, dass Karl der Große tatsächlich einen Palast (palatium, Pfalz) in Ingelheim erbauen ließ, denn der Bau zweier Paläste, in Ingelheim und in Nijmegen, wird von ihm in die Reihe der wichtigsten Bauleistungen Karls des Großen gestellt, gleich hinter der Aachener Pfalzkapelle und der Mainzer Rheinbrücke. Einhards eindeutige Ausdrucksweise („inchoavit“ = er begann) lässt allerdings darauf schließen, dass die Baumaßnahmen zu Lebzeiten Karls nicht fertig gestellt waren. Nach seinem langen Aufenthalt im Jahre 787/88 wurde die Pfalz Ingelheim nicht mehr als Winterquartier genutzt. Lediglich im August 807 versammelte Karl der Große noch einmal seinen Hoftag in Ingelheim. Die Aachener Kaiserpfalz war seine „Lieblingspfalz“ geworden.
Von seinem Sohn, Ludwig dem Frommen, wurde Ingelheim viel öfter besucht, zwischen 817 und 840 nachweislich zehnmal. Unter ihm wurde die Ingelheimer Pfalz zu fünf Reichsversammlungen und zu vier hochrangigen Gesandtschaftsempfängen sowie zu mindestens einer Synode benutzt. Im Sommer 826 fanden in Ingelheim zwei bedeutende Reichsversammlungen statt, im Juni und im Oktober, ein Höhepunkt der Regierungstätigkeit Ludwigs in Ingelheim. Zur ersten war unter anderem ein abgesetzter und aus seiner Heimat vertriebener dänischer Kleinkönig Heriold (=Harald Klak) gekommen, der schon seit 814 ein Lehnsmann Ludwigs war und ihn um Hilfe bei der Rückgewinnung seines Besitzes bat. Bei diesem Anlass ließ er sich mit seiner Familie und Gefolge im Stift St. Alban vor Mainz taufen. Am 20. Juni 840 starb Ludwig der Fromme auf einer Ingelheim vorgelagerten Rheininsel. Sein Leichnam wurde jedoch nicht in Ingelheim bestattet, sondern in das Familiengrab in der Abtei St. Arnulf in Metz überführt.
Der aquitanische Mönch Ermoldus Nigellus beschreibt in einem 826/828 abgefassten Lobgedicht über Ludwig den Frommen als Höhepunkt des letzten Buches auch die Pfalz Ingelheim im Zusammenhang mit dem Bericht über die angebliche Taufe König Harald 826 dort. Ganz besonders ausführlich beschreibt er in zwei Zyklen die Wandbilder der regia domus (Königssaal) und einer aula dei (Gotteshalle) (Buch IV, 179–282). Im Vergleich mit den archäologischen Befunden und den Berichten zeitgenössischer Annalen kann man seine Beschreibungen allerdings nur mit Vorsicht betrachten. Die etwa 3.000 gefundenen Fragmente von abgeschlagenem Wandputz, die später für die Fundamentierung der Saalkirche zweitverwendet wurden, belegen kein figürliches Bildprogramm, sondern geometrische Farbflächen, die als illusionistische Imitation von Wandinkrustationen aus farbigem Marmor interpretiert werden.
Die späten Karolinger sind insgesamt nur sieben Mal in der Ingelheimer Kaiserpfalz nachweisbar.

#### Architektur
Die merowingerzeitlichen Hofgruppen des 7. Jahrhunderts wurden zugunsten des Baus der Pfalz im letzten Viertel des 8. Jahrhunderts abgerissen. Die Form und Anordnung der Gebäude lässt einen geschlossenen Bauplan erkennen, der in allen Teilen unter Verwendung von römisch-antiken Spolien, jedoch ohne antike Bebauungsbefunde am Ort, gleichzeitig entstanden sein dürfte. Die ottonische Saalkirche hingegen, die einen Teil des Südflügels der Anlage bildete, ist erst Ende des 10. Jahrhunderts entstanden. Der dem Planideal nach symmetrische Grundriss der Gesamtanlage ist aus zwei einfachen geometrischen Formen zusammengesetzt: einem Quadrat und einem Halbkreis.

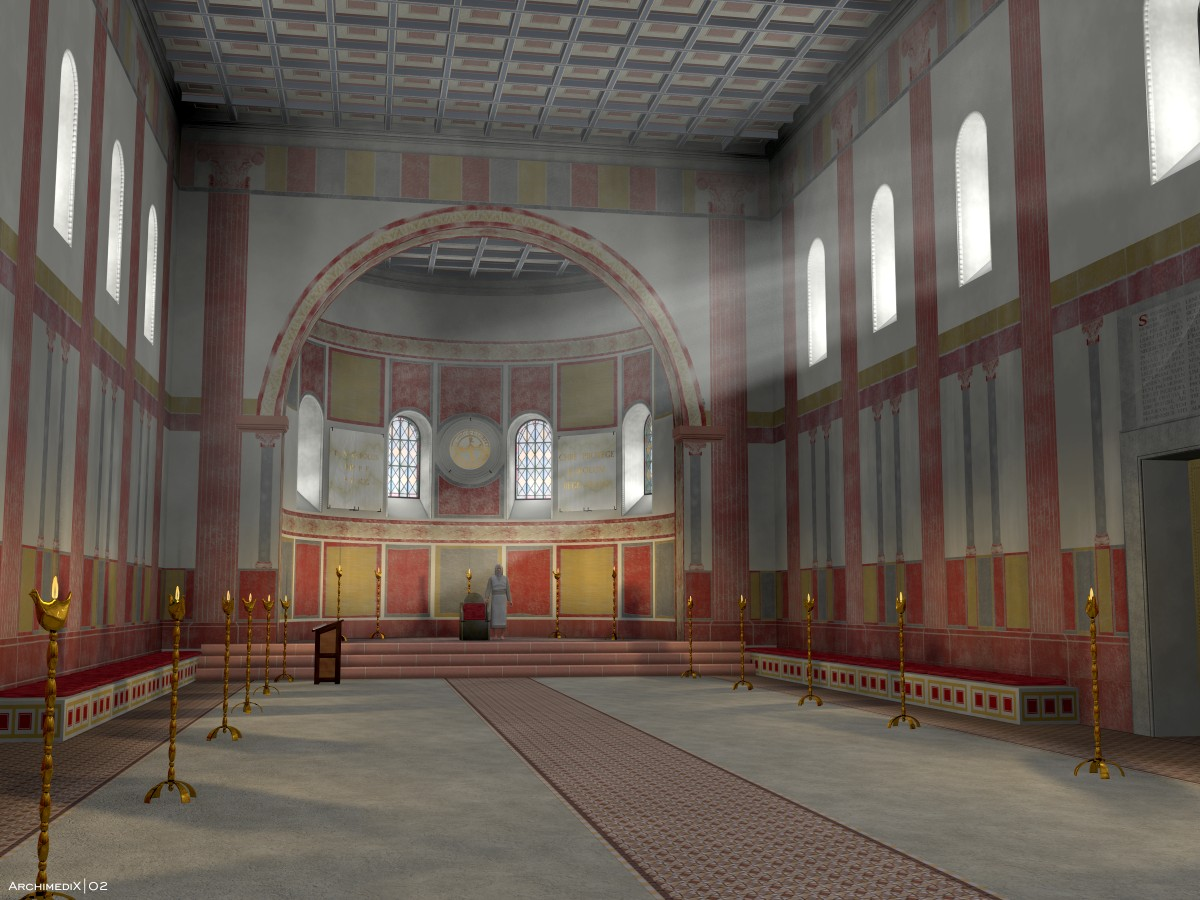
Digitale Rekonstruktion der Aula regia von innen, mit Blick in die Apsis

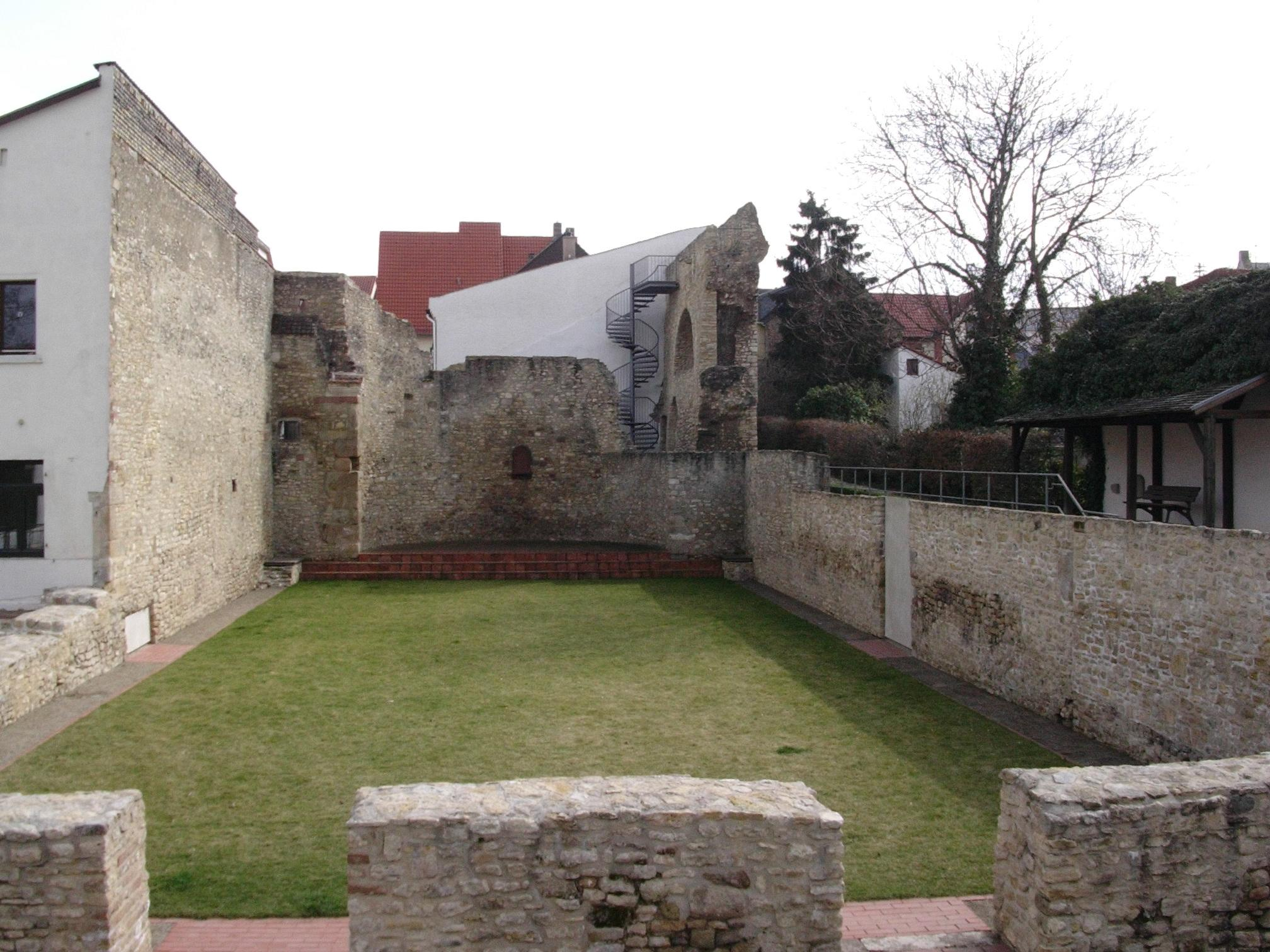
Heutiger Zustand der Aula Regia in Richtung Apsis

Die vier Seiten des Quadrats werden von verbundenen Gebäudegruppen gebildet. Die westliche Seite besteht aus der teilweise in ihren Außenmauern noch erhaltenen Königshalle (Aula regia) nach dem Vorbild antiker Basiliken (insbesondere der Trierer Konstantinbasilika), der nach Norden eine Vorhalle und ein offener Vorhof vorgelagert waren. Daran schloss der Nordflügel an, ein offener, 60,5 m langer Gebäuderiegel, der aus sechs bis acht Sälen von 11,5 m Raumtiefe, jedoch verschiedener Breite bestand. Der östlichste dieser Säle trat als Querbau nach außen markant aus der nördlichen Baulinie hervor. Daran schloss sich östlich ein Halbkreisbau (Exedra) an, der in einzelnen Mauerresten noch erhalten, im Übrigen ergraben und zum Teil rekonstruierend sichtbar gemacht wurde, und der ebenfalls über etwa neun Räume sowie ein mittiges Zugangstor (das teilweise erhaltene Heidesheimer Tor) verfügte. Nordflügel und Halbkreisbau waren auf der Innenhofseite durch Säulengänge erschlossen, die aus wiederverwendeten römischen Säulenbasen und Kapitellen bestanden. Ob die Südseite des Quadrats bereits in karolingischer Zeit geschlossen bebaut war, ist bislang ungeklärt. Spätestens mit der im Jahr 997 erbauten Saalkirche und ihrem vermutlich von einem überdachten Säulengang umrahmten Vorhof wurde die Exedra mit der östlichen Längsseite der Königshalle verbunden.
Die Aula regia war ein einschiffiger Apsidensaal von 40,5 m × 16,5 m Größe und seitlichen Portalen an Ost- und Westseite. Anders als bei den Königssälen der Aachener und der Paderborner Pfalz war die Ingelheimer Aula Regia nicht nur – wie im traditionellen fränkischen Haus – über die Querachse, sondern zugleich auch – nach antikem Vorbild – über einen Haupteingang in der Längsachse erschlossen: Der Aula regia vorgelagert war auf der Nordseite ein Narthex mit dreischiffigem Eingangsportal, das den Haupteingang bildete. Am südlichen Saalende kann man noch heute die Mauerreste der Thronapsis sehen. Die leicht eingezogene halbrunde Apsis hatte ein erhöhtes Bodenniveau, das über eine nachgewiesene Treppe mit drei Stufen zu je 0,25 m betreten wurde. Die Mauer lässt eine Belichtung durch vier große Fenster erkennen. Zu den Resten der Innenausstattung zählen 3000 Fragmente des verschiedenfarbig bemalten Wandputzes sowie Bodenplatten aus Marmor und Porphyr, die man teilweise im Besucherzentrum und Museum bei der Kaiserpfalz besichtigen kann. Gerahmt wurde die Apsis von Eckquaderungen aus zweitverwendeten Sandsteinblöcken (Spolien). Über der linken Eckquaderung ist ein Kämpferstein in Originallage erhalten, der den Fußpunkt eines Triumphbogens über der Apsis mit 4,65 m Radius bildete. Damit lässt sich die Traufhöhe der Aula regia auf 13,5 m rekonstruieren und die Firsthöhe auf 19 m. Damit besaß die Königshalle, die als Empfangs- und Versammlungsraum diente, das größte Innenraumvolumen der Pfalzanlage. Die Steingrößen und -formen des Mauerwerks variieren, die Lagerfugen sind wellig und durch Lagensprünge unterbrochen. Die Stoßfugen liegen teilweise über mehrere Steinlagen übereinander. Das Mauerwerk besteht aus Kalkstein, vermutlich vom Mainzer Berg. Auf der Außenseite lassen sich Brandspuren feststellen.

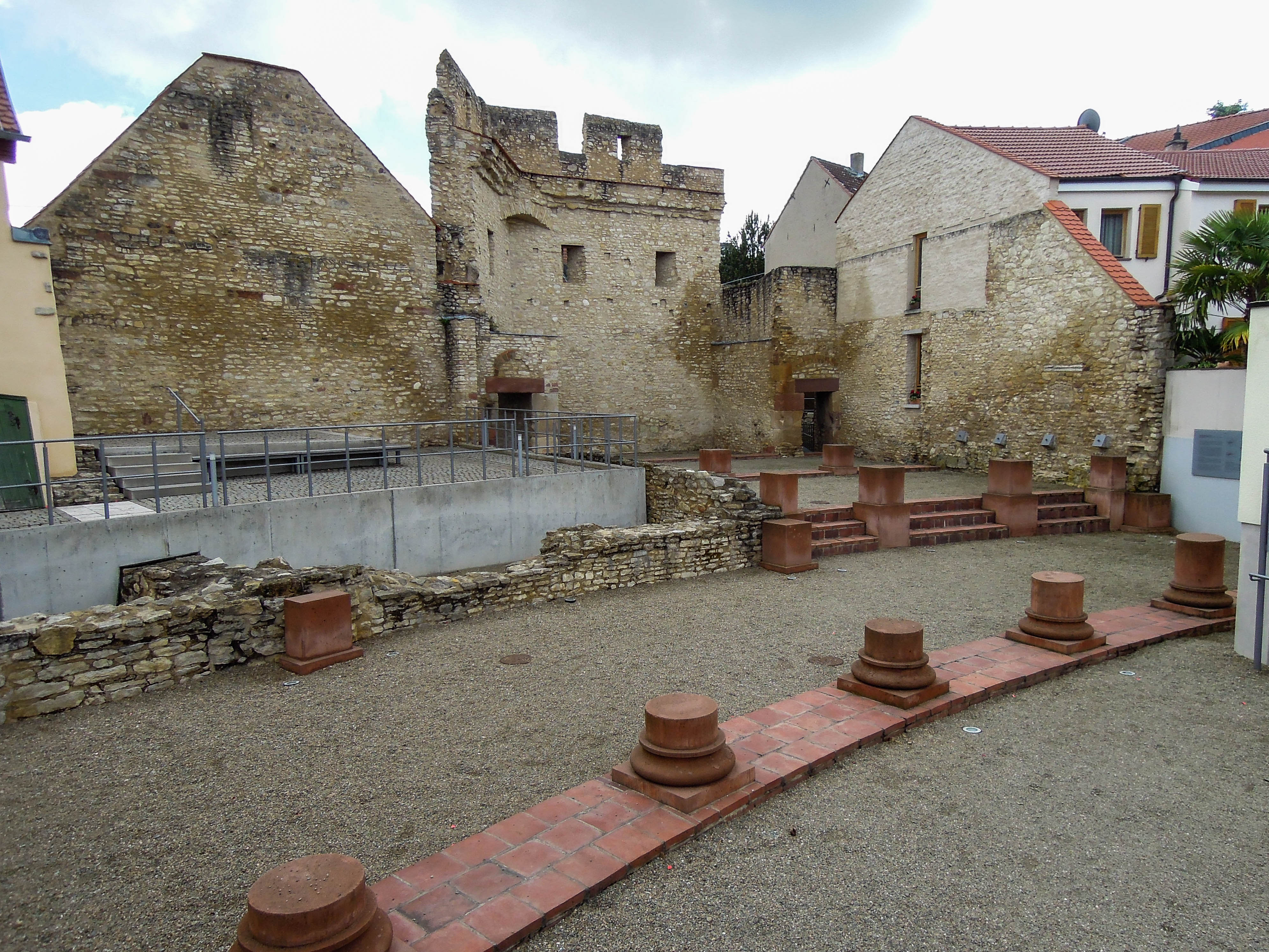
Reste der halbkreisförmigen Exedra mit vorgelagertem Säulengang

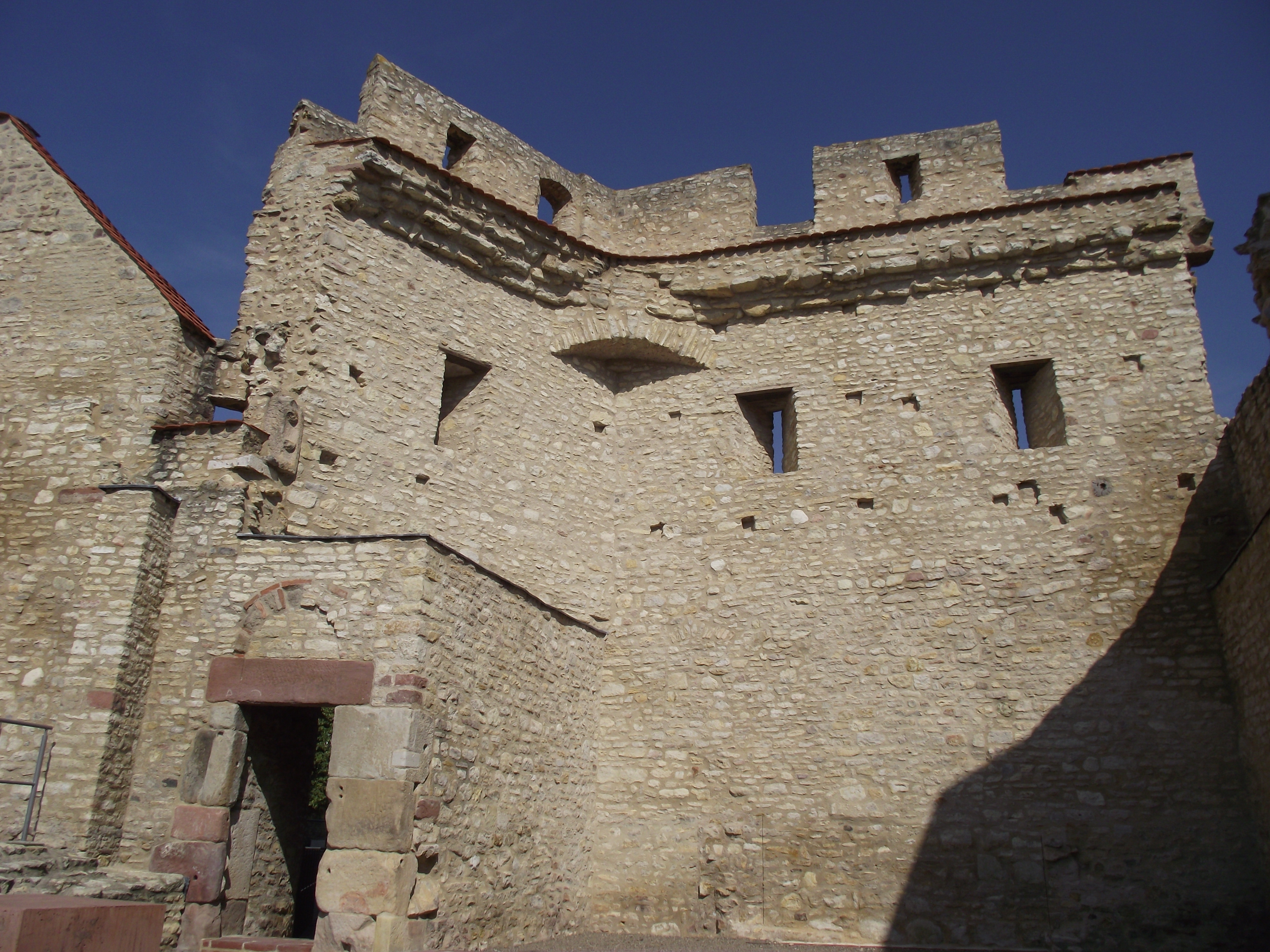
Das Heidesheimer Tor, in der Stauferzeit stark umgebauter Zugang in der Mitte der Exedra

Der Halbkreisbau besaß einen Durchmesser von 89 m, war mindestens zweigeschossig und wies auf der Außenseite sechs Rundtürme auf, die zum Teil komplexe wasserführende Einrichtungen enthielten. Die Türme hatten aber auch eine wichtige repräsentative Funktion: Vermutlich hatte man insbesondere zum Ziel, das Aussehen der Pfalz von dieser Seite groß und städtisch wirken zu lassen. Der Halbkreisbau umspannt die ganze Breite der Pfalzbebauung. In der Architektur des Frühmittelalters ist Ingelheim gemeinsam mit der Königspfalz Samoussy/Frankreich das einzige Beispiel für einen halbkreisförmig gebogenen Gebäuderiegel. Das Innere war durch radial verlaufende Mauern in sechs oder sieben Säle gegliedert, die von einem hofseitigen Säulengang aus zugänglich waren. Im Scheitelpunkt des Halbkreisbaus befand sich zu karolingischer Zeit eine Toröffnung anstelle des in der Stauferzeit angelegten „Heidesheimer Tors“. Die Öffnung wurde von zwei kleineren Durchgängen flankiert. Diese führten in gewölbte Gänge, die dann in den Außentürmen auf der Außenseite des Halbkreisbaus endeten. Die beiden Durchgänge und die sich anschließenden Gänge sind noch heute zu sehen. An einer der Öffnungen befindet sich noch ein Sandsteinsturz in Originallage. Die karolingischen Türöffnungen sind heute Bestandteil eines Stücks der Wehrmauer, die jedoch erst in staufischer Zeit errichtet wurde. In karolingischer Zeit war die Pfalz noch nicht befestigt. Im Jahre 2004 wurde bei einer Ausgrabung im Innenhof des Halbkreisbaues die ältere karolingische Pfalzkapelle entdeckt, die nördlich der ottonischen Saalkirche und leicht nördlich der Mittelachse lag. Vorher war es unklar, welche Kirche zu karolingischer Zeit genutzt wurde (siehe unten: Sakraltopographie).
Die Architektur der karolingischen Kaiserpfalz ist durch antike Vorbilder geprägt, was sich an der Form einiger Hauptgebäude wie der Aula regia, der Exedra oder eines Trikonchos ablesen lässt. Auch der geschlossene Gesamtgrundriss und die Lagebezogenheit der Bauteile zueinander ähneln dem römischen Palast- und Villenbau.
Zur Wasserversorgung wurde eine 6,8 km lange Fernwasserleitung aus dem Quellgebiet Karlsquelle bei Heidesheim angelegt, die durch die vorgesetzten Türme des Halbkreisbaues verlief. Sie konnte mithilfe der Radiokarbonmethode in das letzte Viertel des 8. Jahrhunderts datiert werden. Sie mündete in ein Bassin vor der hofseitigen Fassade des Nordtrakts. Außerdem befand sich im Hof des Quadratbaues ein Brunnen.

### Hochmittelalter

#### Geschichte
Unter ottonischer Herrschaft wird Ingelheim wieder bevorzugt aufgesucht. Otto I. ist beispielsweise mindestens zehnmal in Ingelheim nachweisbar – so oft wie in Aachen. Im Juni 948 kam es in Ingelheim zu einer wichtigen Synode, die das Schisma am erzbischöflichen Stuhl von Reims klären sollte; die Synode fand allerdings nicht im engeren Pfalzareal statt, sondern in der Remigiuskirche, die sich westlich des Pfalzgebiets befindet. Weitere Reichssynoden fanden 958, 972, 980, 993 und 996 statt. In die kurze Regierungszeit Ottos II. fallen zwei Osterfeste (977 und 980) sowie eine Reichssynode (980), die in Ingelheim abgehalten wurden. Otto III. ist am häufigsten in Ingelheim nachweisbar. Auffällig ist hierbei die zeitgleiche Anwesenheit der Kaiserinnen Theophanu und Adelheid, seiner Mutter und Großmutter, die in der Phase seiner unselbständigen Regentschaft die Regierungsgeschäfte für den Kindkönig Otto III. führten. Die Bevorzugung der Pfalz lag vermutlich darin begründet, dass im benachbarten Mainz der Erzbischof Willigis residierte, dessen Autorität und politischer Einfluss ihn zu einem der mächtigsten Großen des Reiches machte. Nach 994, als Otto III. vierzehn Jahre alt war, wurde zeitgleich mit seiner Übernahme der Regierungsgeschäfte Aachen zu seiner bevorzugten Pfalz.
In ottonischer Zeit wurde die Kaiserpfalz mit sechs nachgewiesenen Aufenthalten, nach Quedlinburg und Aachen, zu einer der bevorzugteren Osterpfalzen. Das Osterfest in der Pfalz war für damalige Herrscher besonders von Bedeutung, da sie an diesem hohen kirchlichen Festtag ihre Macht und ihren Reichtum durch eine symbolische Festkrönung jedes Jahr erneut nach außen tragen konnten.
Während des 11. und Anfang des 12. Jahrhunderts fanden nach Angabe der Quellen nur vereinzelte Herrscheraufenthalte statt.

#### Architektur
Aufgrund der archäologischen Untersuchung von Baubefunden lässt sich eine Renovierung und ein leichter Ausbau der Pfalzanlage im 10. Jh. vermuten. Anhand der Untersuchung von erhaltenen Gerüstbalken im Bereich der Königshalle (Dendrochronologie) konnte eine Renovierung derselben in die zweite Hälfte des 10. Jahrhunderts datiert werden. Östlich neben der Aula regia wurde um das Jahr 997 die Saalkirche errichtet, eine einschiffige Kreuzkirche, deren Name sich nicht von der architektonischen Bauform ableitet, sondern von ihrem Standort in der Flur „Im Saal“. Die Kirche ist weitaus größer als ihre Vorgängerbauten (siehe unten: Sakraltopographie). Anders als bei anderen Kirchenbauten dieser Zeit liegt ihre Apsis nicht genau im Osten, sondern im Nordosten. So fügt sie sich perfekt in den karolingischen Bauplan ein.
Obwohl die nachgewiesene Verstärkung von Mauerwerk und das Ausheben eines Grabens auf leichte Fortifikationsmaßnahmen schließen lassen, bleibt zu dieser Zeit die Struktur und Ausdehnung der karolingischen Pfalzanlage erhalten. Ungeklärt ist, ob die Praefurnien der Hypokaustenheizung, die den antiken der Trierer Palastaula ähneln, aus karolingischer oder späterer Zeit stammen. Sie sind jedenfalls nur in Ansätzen realisiert worden und nie zu funktionstauglichen Boden- und Wandheizungen ausgebaut worden.

### Spätmittelalter

#### Geschichte
Die Stauferkaiser sind insgesamt nur viermal in Ingelheim nachweisbar, allerdings ohne besonderen politischen Zusammenhang.

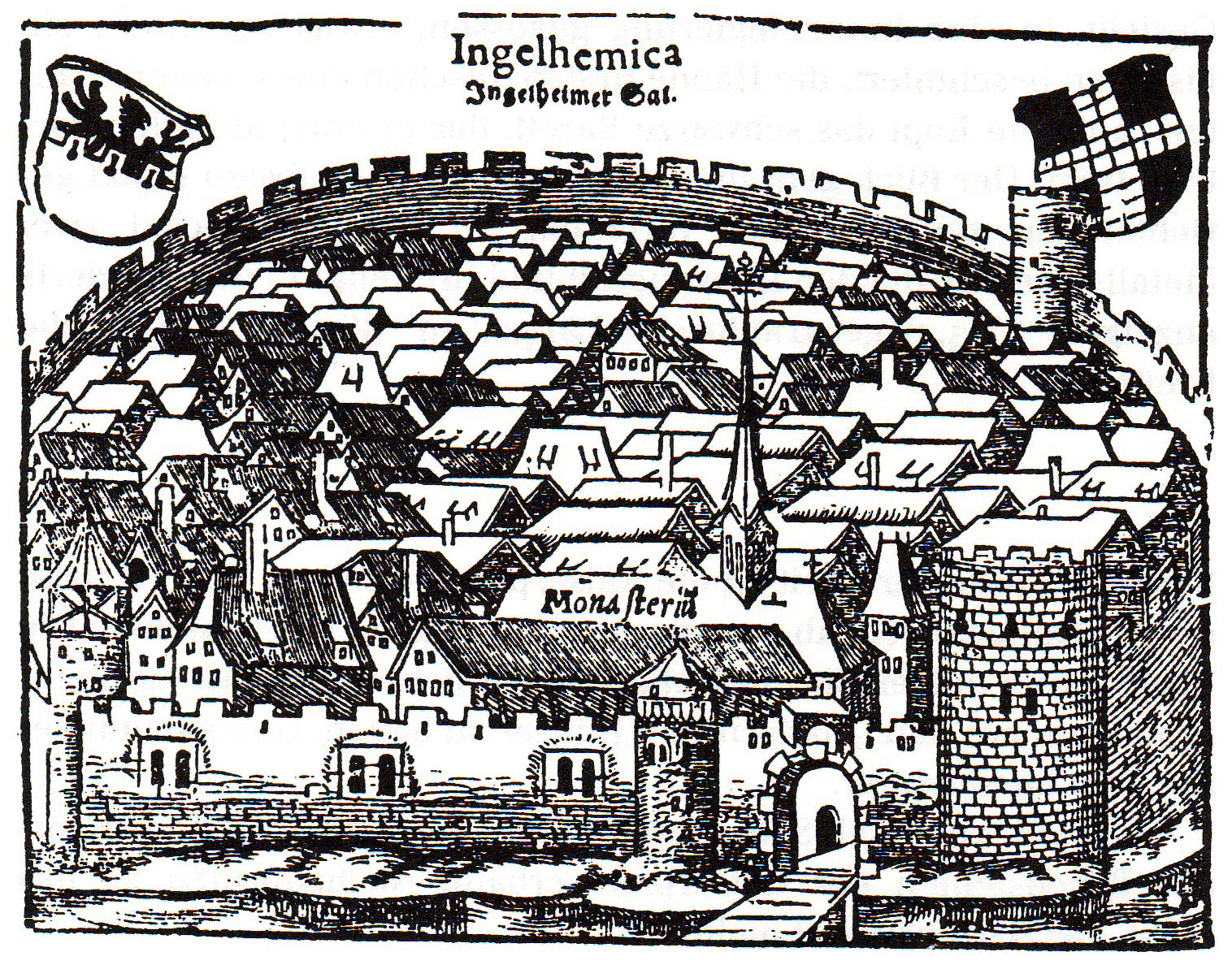
Nieder-Ingelheim in der Cosmographia von 1550

Friedrich I. Barbarossa war vielleicht einmal in Ingelheim, und zwar bei einem Zusammentreffen mit Hildegard von Bingen, sofern der Hinweis darauf in einem angeblichen Brief des Kaisers an sie echt ist, vielleicht im Jahr 1154 oder 1163. Nach ihrer Wiederherstellung und Befestigung diente die Pfalz hauptsächlich der Territorialpolitik und -sicherung und wurde wahrscheinlich von Burgmannen bewohnt. Ihre Bedeutung für politische, religiöse und gesellschaftliche Großveranstaltungen hatte sie wie andere ländliche Pfalzen bereits im 11. Jh. verloren, nachdem Heinrich III. 1043 sein Hochzeitsfest für die Eheschließung mit Agnes von Poitou in Ingelheim gefeiert hatte. Danach gibt es lange Zeit kaum schriftliche Überlieferungen zur Kaiserpfalz, bis sich Karl IV. 1354 als letzter Herrscher hier aufhält. Dieser Aufenthalt Karls IV. wird durch eine Urkunde zur Gründung eines Augustinerchorherrenstifts zur Betreuung der Aachenpilger aus Böhmen bezeugt. Die Kanoniker übernehmen nun die Pfalzgebäude.
1375 wurde das gesamte Reichsterritorium Ingelheims durch denselben Karl IV. an Kurpfalz verpfändet. Das Pfalzgebiet stand danach ebenso wie der gesamte „Ingelheimer Grund“ bis zur Französischen Revolution unter kurpfälzischer Herrschaft.

#### Architektur

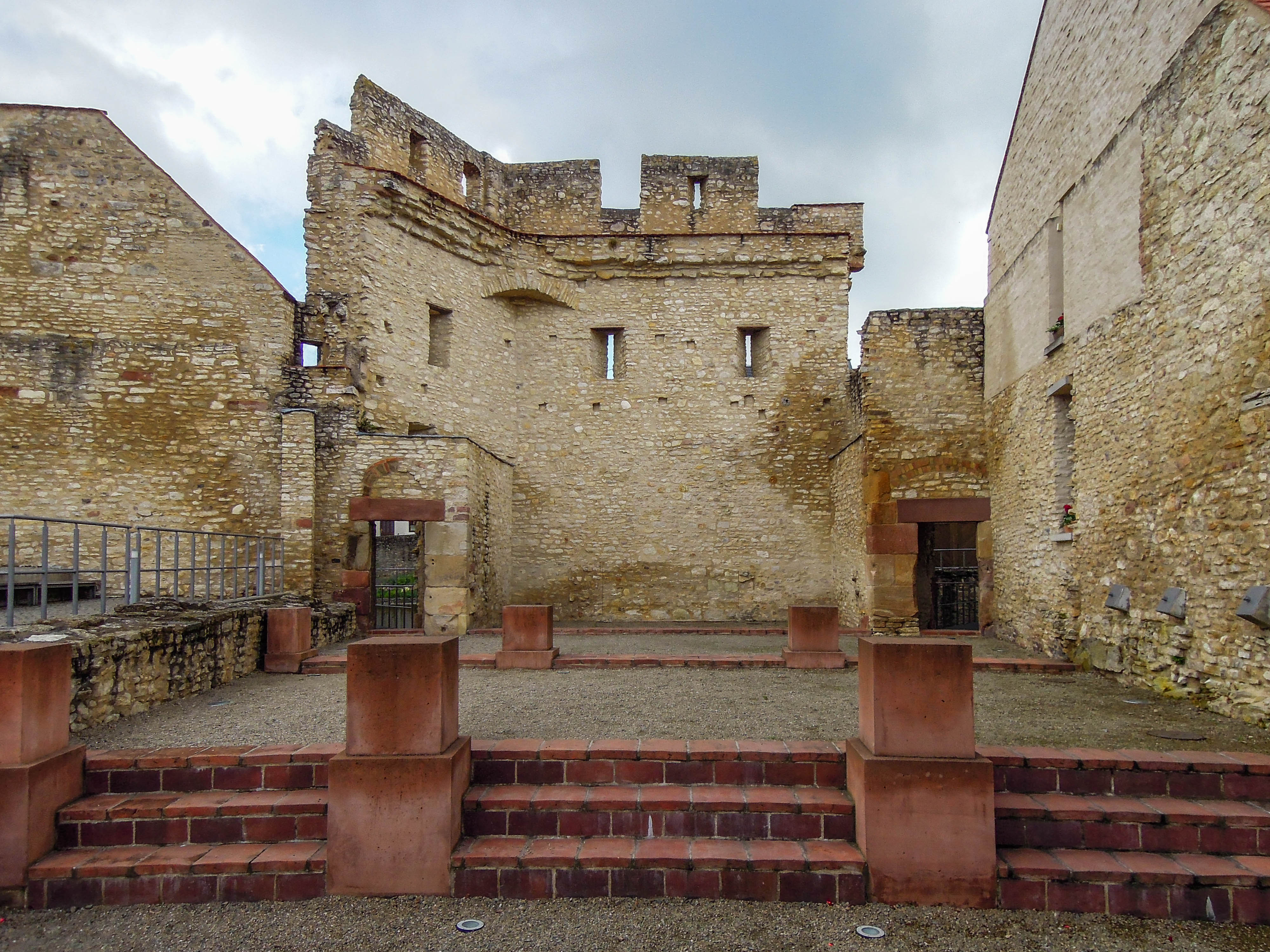
Heidesheimer Tor als staufische Wehranlage

In der Quelle „Gesta Frederici“ von Rahewin heißt es, der zweite Stauferkaiser Friedrich I. Barbarossa hätte die Pfalz Ingelheim ausgebaut und „aufs angemessenste wieder hergestellt“. Sicher ist jedoch nur, dass die Pfalz zur Stauferzeit befestigt wurde. Diese baulichen Entwicklungen sind sicher nicht nur an einer Person festzumachen, sondern waren langwierige Prozesse, die auch noch in jüngerer Zeit stattfanden. Das Gebiet „Im Saal“ wurde zu einer burgartigen Befestigung ausgebaut und damit in das staufische Verteidigungssystem im Westen des Reiches einbezogen. Im Bereich des Heidesheimer Tors bedeutet dies, dass der aus der Karolingerzeit stammende Halbkreisbau im Osten mit dem Heidesheimer Tor fortifikatorisch ausgebaut wurde: Das ursprüngliche Tor wurde zugemauert und die oberen Mauerwerksbereiche ganz abgebrochen und durch eine Wehrmauer ersetzt. Der gesamte Aufriss des Heidesheimer Tores wurde als Wehrmauer mit Zinnen und Schießscharten ausgebaut. Innen zog man einen Wehrgang ein. Die Außentürme wurden abgetragen. Die Saalkirche wurde zu dieser Zeit renoviert und erhielt an Chor, Vierung und Außenbau romanischen Bauschmuck. Die ursprüngliche Gebäudeanordnung blieb im Wesentlichen erhalten, die Anlage wurde jedoch nach Süden in der Grundfläche verdoppelt und mit einer Wehrmauer umgeben. Nach dem heutigen Forschungsstand ist noch nicht zu erkennen, ob innerhalb dieser Befestigung neue repräsentative Gebäude errichtet wurden oder ein bestehendes Siedlungsareal befestigt wurde.

## Sakraltopographie
Eine Pfalz setzte sich im Mittelalter aus Wirtschaftsgebäuden, Wohngebäuden und auch aus einer Pfalzkapelle zusammen. Christian Rauch, einer der ersten Ausgräber in Ingelheim, ging nach seinen Grabungen 1909–1914 davon aus, dass die Ingelheimer Saalkirche oder eine direkte Vorform dieser Kirche die karolingische Pfalzkirche darstellte. Seine Ergebnisse wurden bis in den Anfang der 1960er Jahre nicht angezweifelt. Doch bei neuerlichen Grabungen, unter anderem im Inneren der Saalkirche in den Jahren 1960/61 unter Walter Sage, wurden im untersten Fußboden der Kirche Scherben von so genannter Pingsdorfer Keramik gefunden. So wird eine Keramikart bezeichnet, die erst ab ca. 900 hergestellt wurde. Somit mussten die Vermutungen Rauchs korrigiert werden: der Gründungsbau der Saalkirche konnte nicht in frühmittelalterlicher Zeit erbaut worden sein, sondern muss in das 10. Jh., die Zeit der Ottonen, datiert werden. Diese Ergebnisse warfen die Frage auf, wo denn nun tatsächlich der Standort des frühmittelalterlichen Sakralbaus der Pfalz zu suchen sei.
Im Zuge der Diskussion gab es auch Überlegungen, nach denen die Remigiuskirche die karolingische Pfalzkirche darstellen könnte. Aus Schriftquellen geht hervor, dass diese Kirche bereits im Jahr 742, zur Zeit der Karolinger, existierte. Jedoch liegt die Remigiuskirche nicht direkt im Pfalzgebiet, und die Lage einer Pfalzkapelle außerhalb des Hauptareals wäre für eine Pfalzarchitektur untypisch.
Im Jahr 2003/04 wurde unter der Leitung von Holger Grewe auf einer Freifläche nördlich der Saalkirche eine archäologische Ausgrabung durchgeführt, bei der schließlich das Sakralzentrum der karolingischen Pfalz entdeckt wurde. Es wurden Reste von zwei Kirchen freigelegt, die dem Bau der Saalkirche im 10. Jh. vorausgegangen waren.

Die drei Sakralbauten der Kaiserpfalz Ingelheim
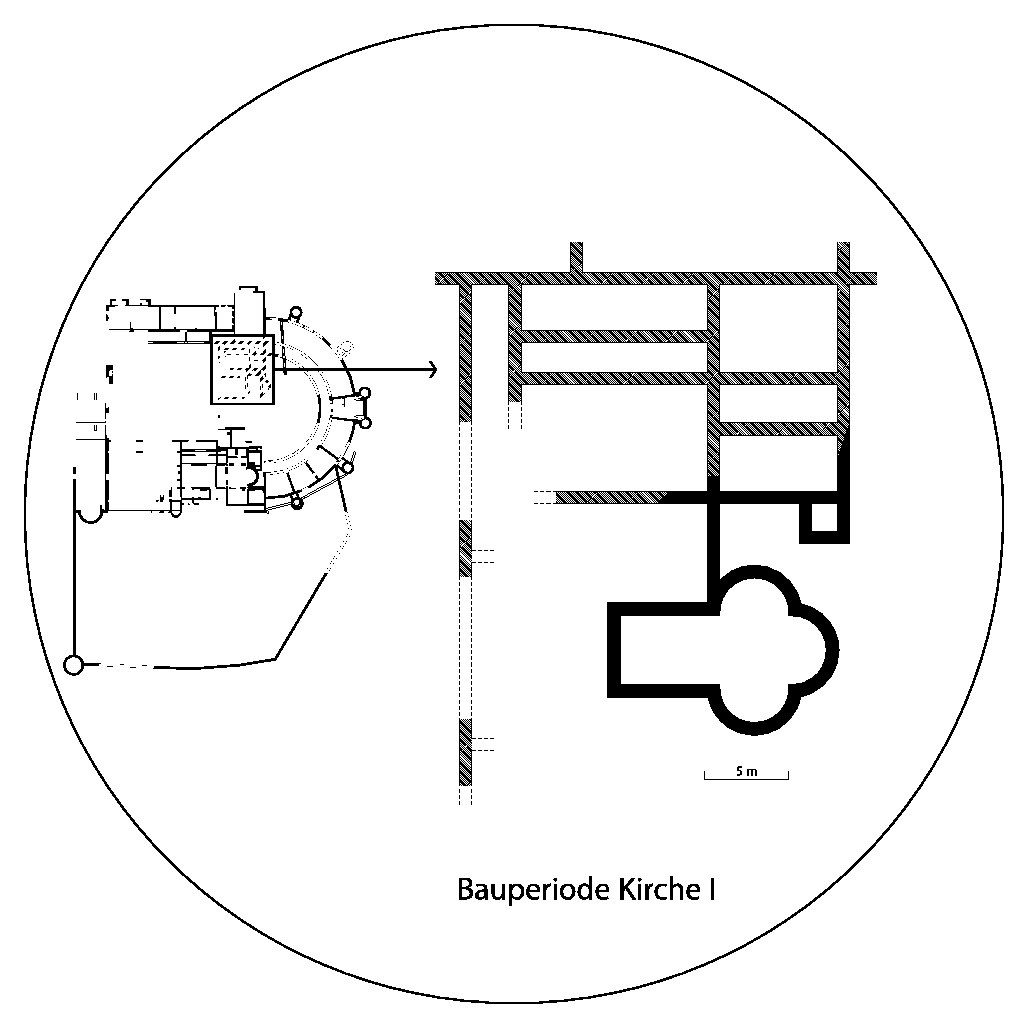
Trikonchos
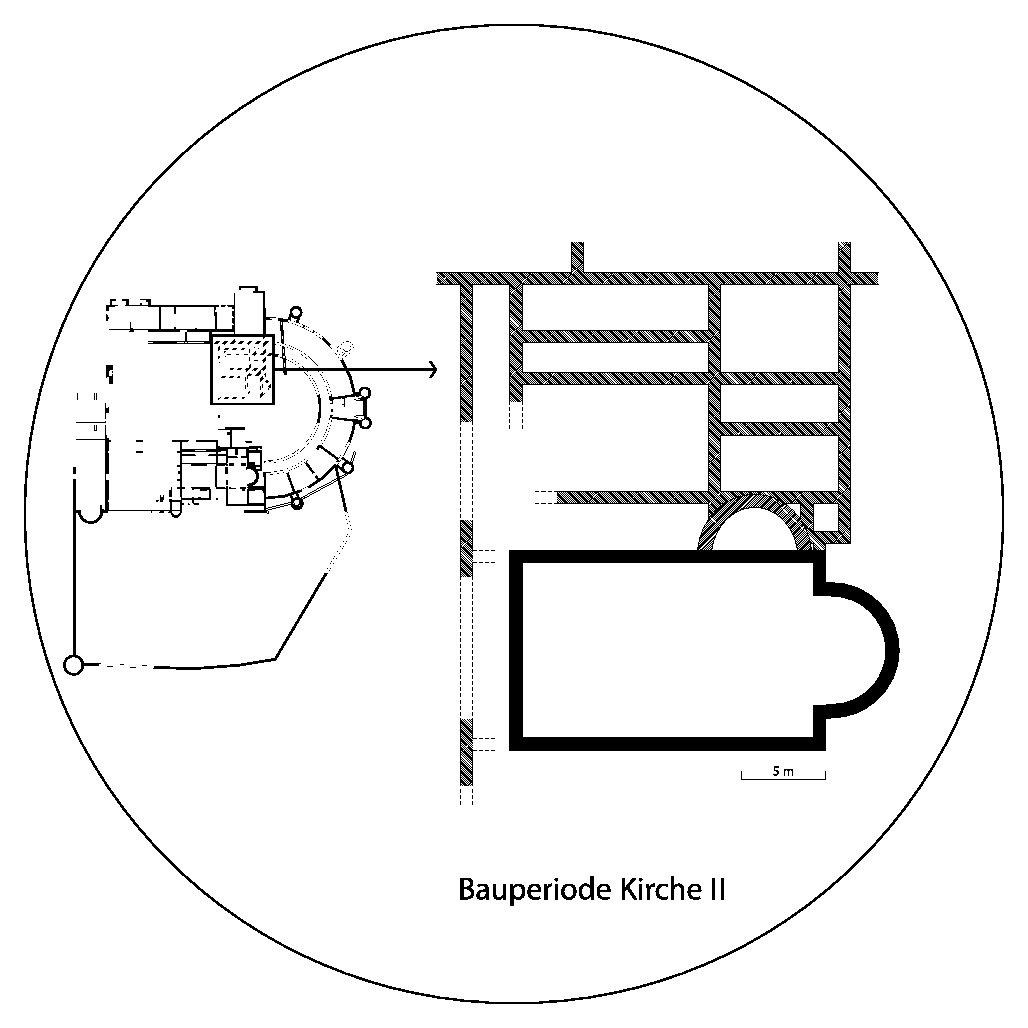
Apsidensaal
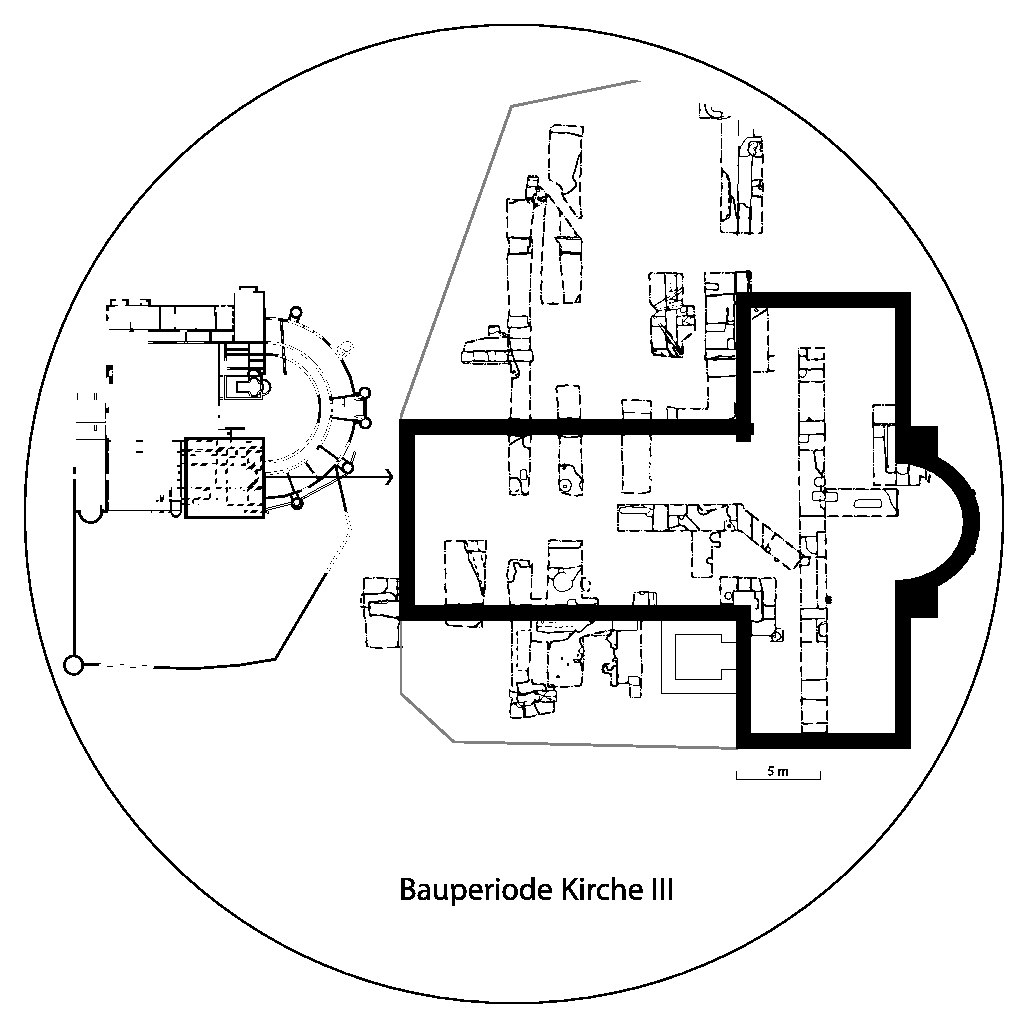
Saalkirche

(jeweils rechts der Grundriss der Bauten, links ihre Lage im Pfalzgebiet)

### Der Trikonchos
Die älteste nachweisbare Kapelle ist ein Bau mit drei Apsiden, ein so genannter Trikonchos. Hierbei waren drei Apsiden mit einem Durchmesser von je ca. 4 m rechtwinklig zueinander angeordnet. Der Westabschluss der Kirche wurde infolge des Leitungsbaus im 20. Jh. vollständig zerstört, so dass sich heute nicht mehr mit Sicherheit bestimmen lässt, ob sich im Westen ein Kirchenschiff in der Form eines kleinen Rechtecksaals oder aber eine vierte Apsis befunden hat. Nach dem Grabungsbefund ist eine vierte Apsis, die den Bau damit zum Zentralbau machen würde, jedoch weniger wahrscheinlich.

### Der Apsidensaal
Nach 948, vermutlich kurz vor 900, wurde der Trikonchos aufgegeben und an gleicher Stelle durch einen Apsidensaal ersetzt, dessen Apsis die Stelle der drei Konchen einnahm. Es lässt sich aus dem Baubefund nicht rekonstruieren, warum man den ersten Sakralbau ersetzt hat. Die Tatsache, dass der Apsidensaal mehr Platz bot als der Vorgängerbau, dürfte jedoch eine wesentliche Rolle gespielt haben.

### Die Saalkirche

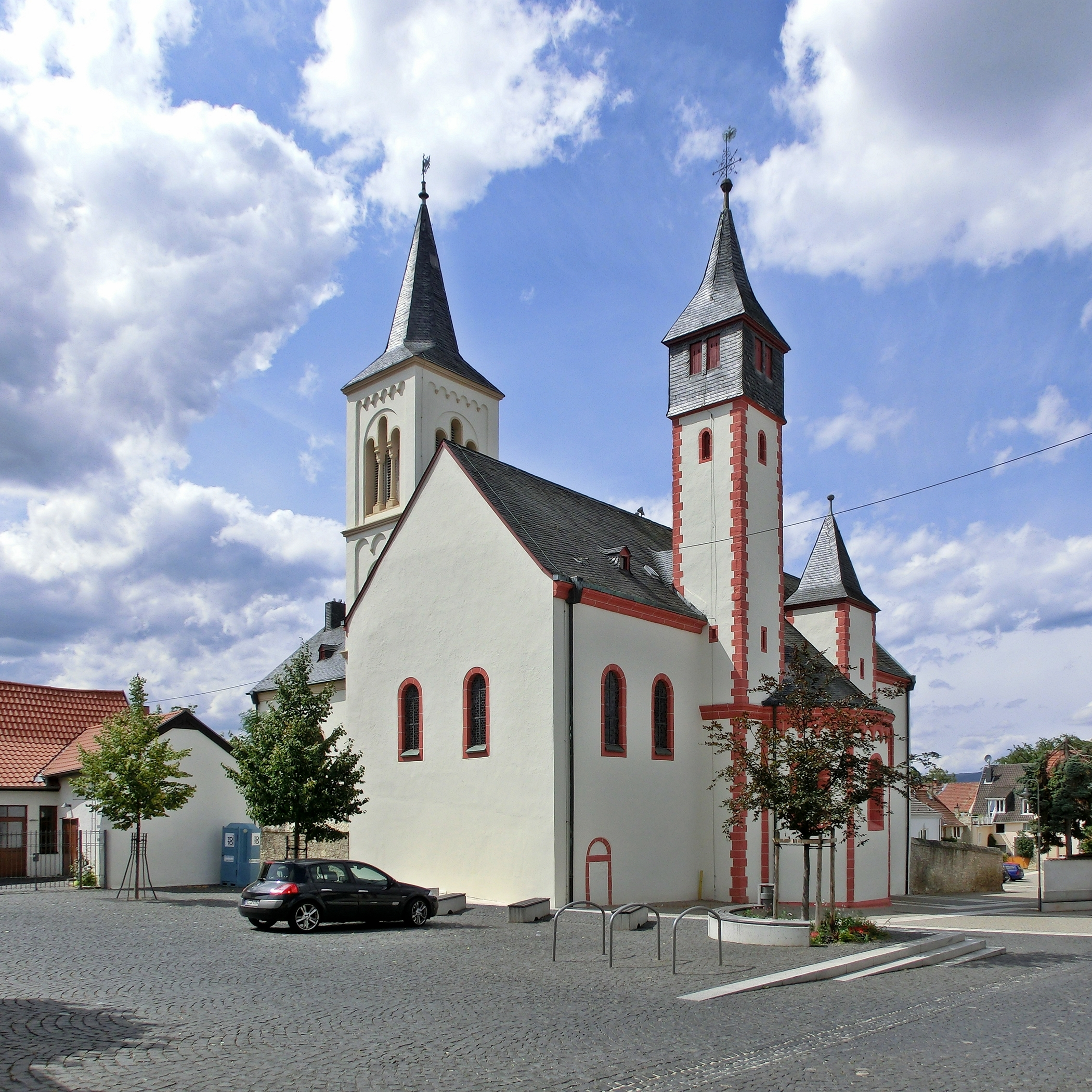
Heutige Ansicht der Saalkirche

Im 10. Jahrhundert wurde dann südlich des Apsidensaals die Saalkirche als neue Pfalzkirche errichtet, vor der sich vermutlich ein Vorhof befand, der bis an die Ostwand der Königshalle reichte und wohl von einem überdachten Säulengang umgeben war. An der südwestlichen Ecke dieses Hofs befand sich, unmittelbar an der Ecke der Saalkirche, ein weiterer, sehr kleiner Apsidenbau (eine Kapelle?).
Ein Bestehen des Apsidensaals neben der neu errichteten Kirche ist nachgewiesen, eventuell auch mit einer funktionalen Trennung, wie zum Beispiel einer Hauptkirche und der königlichen Privatkapelle. Die Saalkirche war sehr viel größer als der Apsidensaal. Das Schiff hatte fast die doppelte Länge und die ausladenden Querhausarme boten zusätzlich mehr Platz. Hier fanden die zahlreich überlieferten Festkrönungen des 10. Jahrhunderts statt.
Im 12. Jahrhundert wurde die Saalkirche renoviert. Davon zeugt heute noch der romanische Bauschmuck an der Apsis. Die Saalkirche litt in der Neuzeit unter Zerstörungen durch den Dreißigjährigen Krieg und Zweckentfremdung durch die Besetzung französischer Truppen während der Revolution. Die Kirche befand sich in einem ruinösen Zustand und war bis auf den Chor und die Querschiffmauern eingestürzt. 1803 begann man mit der Renovierung. Schon bald konnten wieder erste Gottesdienste abgehalten werden. 1861 wurde der größere Glockenturm im Stil der Neoromanik erbaut. Das Langhaus wurde erst 1965 wieder errichtet und nach historischen Maßen rekonstruiert.

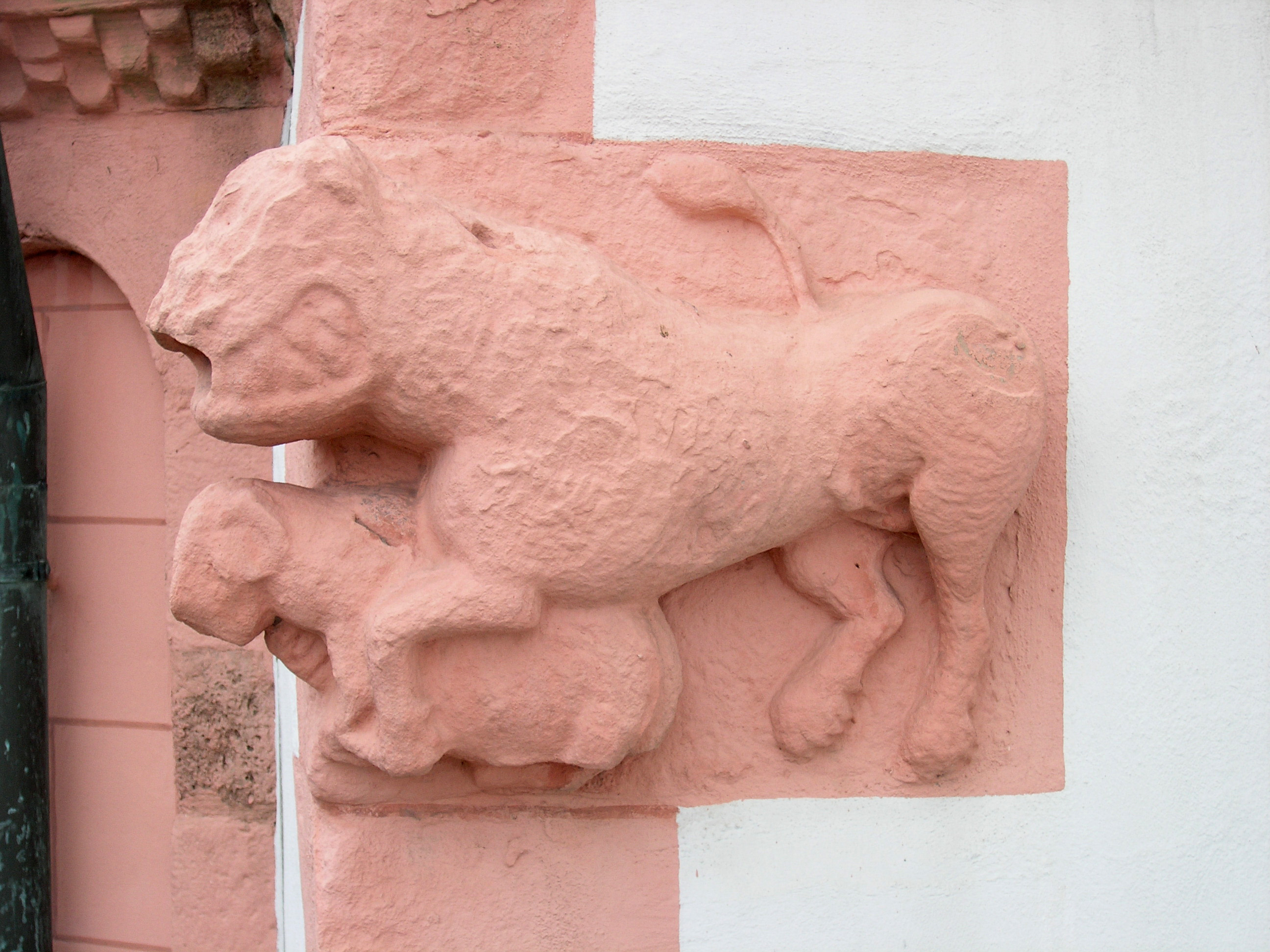
Romanischer Bauschmuck an der Saalkirche Ingelheim
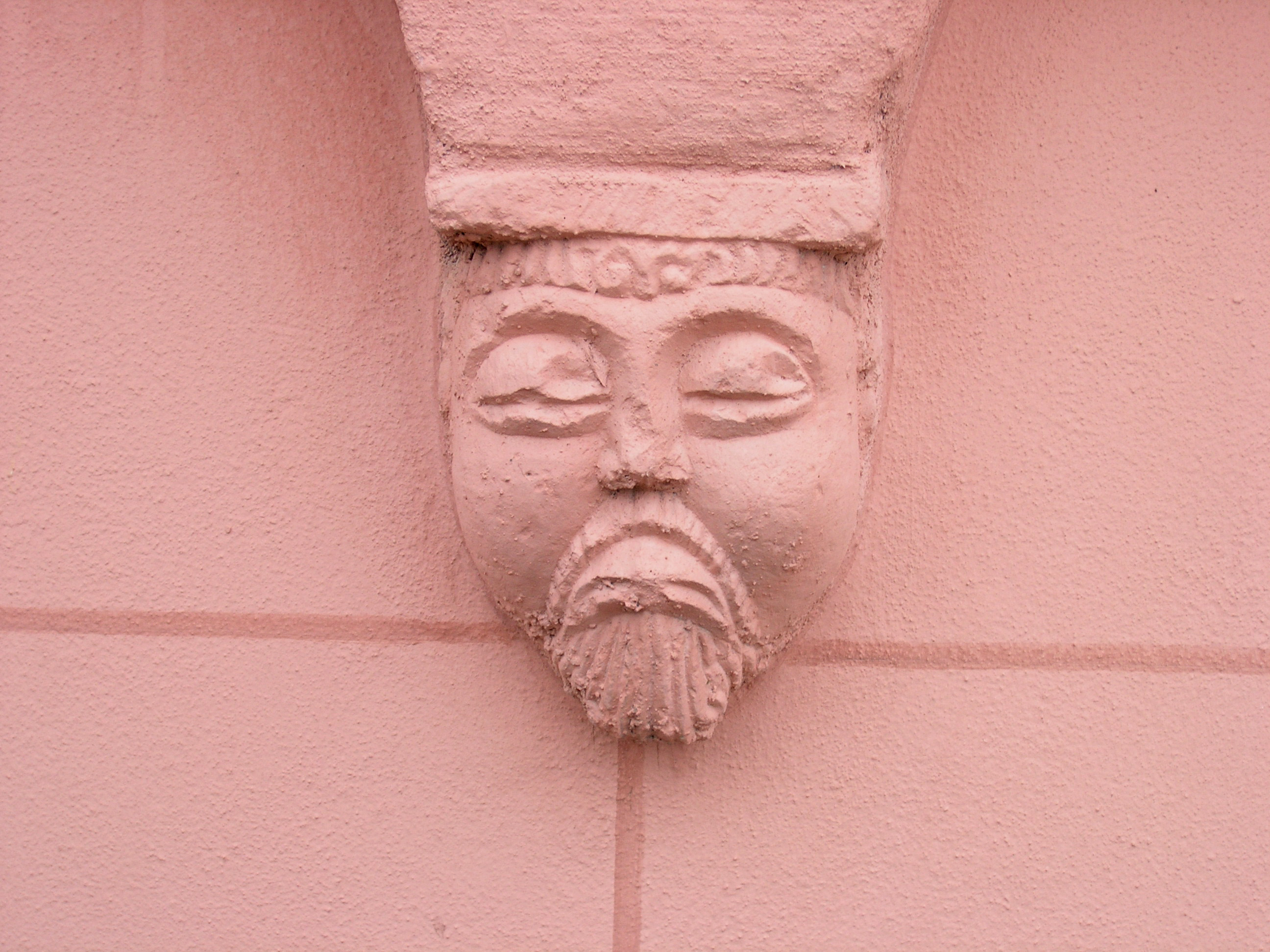
Romanischer Bauschmuck an der Saalkirche Ingelheim

## Touristische Erschließung

### Touristisches Konzept

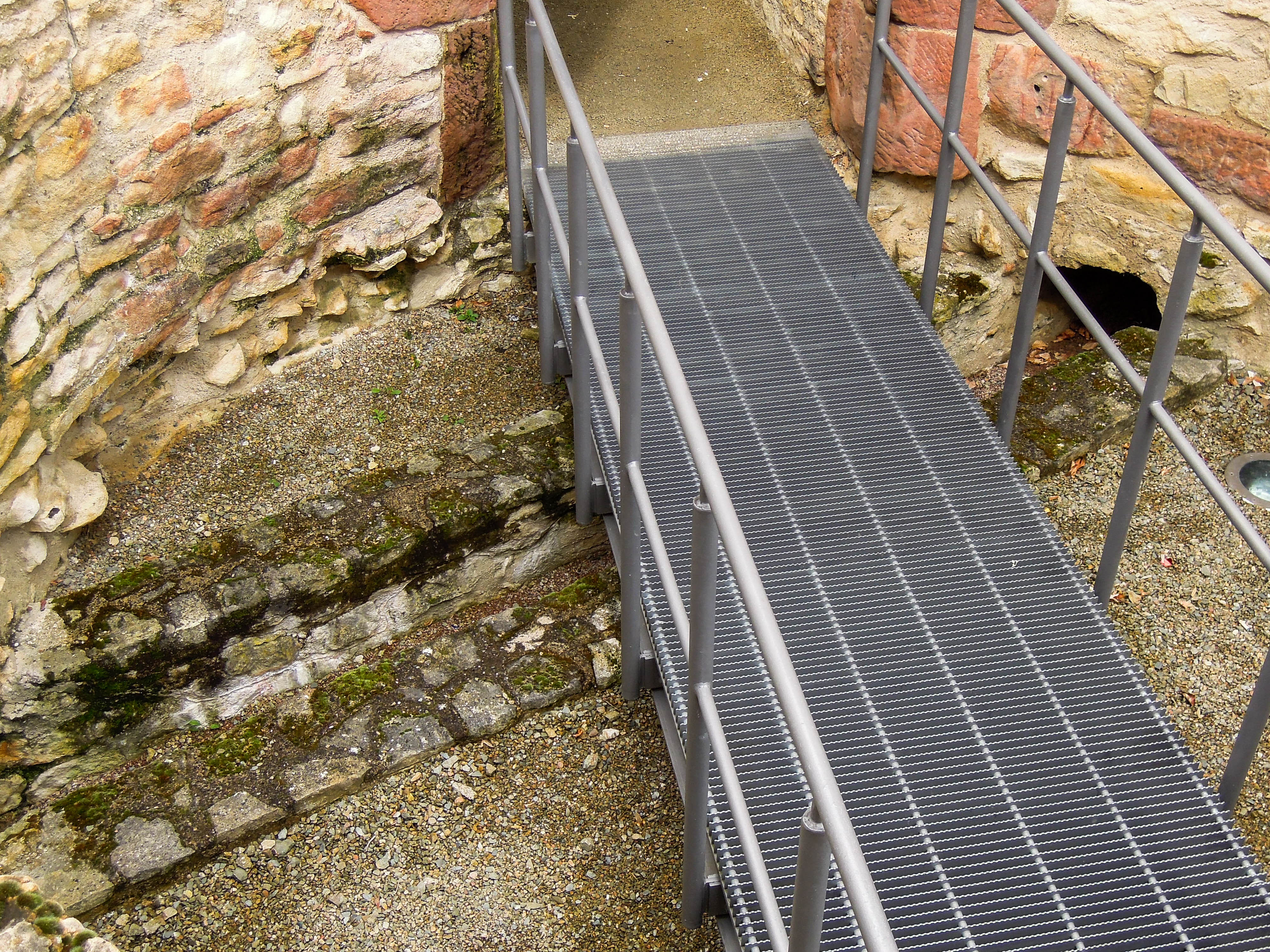
Kontrastierendes Baumaterial zum Denkmal

1998 wurde vom Stadtrat das mit der Generaldirektion Kulturelles Erbe Rheinland-Pfalz erarbeitete „Konzept zur Untersuchung, Erhaltung und touristischen Erschließung der Kaiserpfalz“ verabschiedet, welches seit 1999 umgesetzt wird. Es beinhaltet unter anderem die Repräsentation der drei Hauptperioden der Kaiserpfalz durch jeweils ein Bauteil: die „Pfalz der Karolinger“ durch die Aula regia, die „Pfalz der Ottonen“ durch die Saalkirche und die „Pfalz der Staufer“ durch das Heidesheimer Tor.
Das Konzept verlangt zudem einen Verzicht auf bauliche Nachbauten und Rekonstruktionen, da diese Art der Maßnahmen aufgrund der Überlagerung verschiedener Phasen jahrhundertelanger Baugeschichte nicht möglich ist. Ein weiterer wichtiger Aspekt liegt in der dauerhaften Präsentation der Mauer- und Fundamentreste in Originallage die nach den fachlichen Vorgaben des Instituts für Steinkonservierung und der Generaldirektion Kulturelles Erbe vollzogen wird. Eine Kronenschicht zur dauerhaften Präsentation unter freiem Himmel wird durch ein Bleiband vom Originalmauerwerk abgesetzt.
Um den Besuchern unterirdische Bauteile zugänglich zu machen, wird der rezente Stadtboden abgesenkt, so dass ein historisches Laufniveau erreicht werden kann. Treppen und Rampen werden in einem kontrastierenden Baumaterial zum Denkmal gewählt. Auch Informationsbereiche und -konsolen dürfen den Blick auf das Denkmal nicht verbauen und müssen sich durch Form und Platzierung abheben.

### Die drei wichtigsten Denkmalbereiche

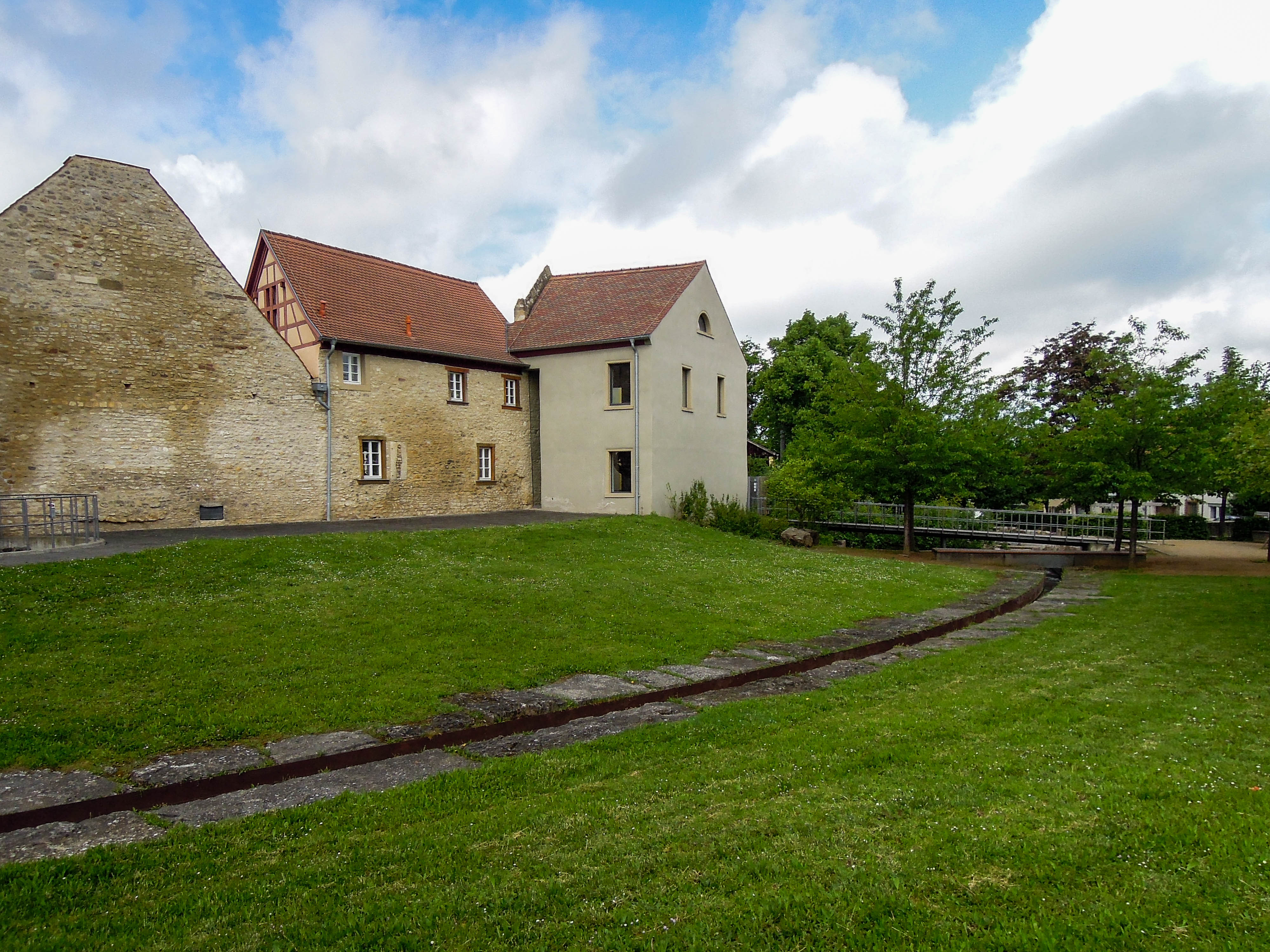
Die Außenseite der Exedra

Der Präsentationsbereich der Aula regia ist der Schwerpunkt bei der Darstellung der karolingischen Pfalzanlage und wurde 2001 eröffnet. Die Baubefunde wurden freigelegt, konserviert und durch Informationstafeln denkmaltouristisch aufbereitet. In Vitrinen ist ausgewähltes Fundmaterial zu sehen, und an einer Informationswand befinden sich zwei Computerterminals, die neben weiterführenden Informationen auch eine virtuelle Rekonstruktion der karolingischen Thronhalle bieten. In der Saalkirche befindet sich die Dauerausstellung „Die Pfalz der Ottonen“. Auch hier kann sich der Besucher anhand von ausgestelltem Fundmaterial und zwei Computerterminals informieren. Von der Kirchendecke aus werden abwechselnd die Grundrisse der unterschiedlichen Sakralbauten der Kaiserpfalz auf den Kirchenboden projiziert. Im Jahr 2007 konnte ein weiterer Präsentationsbereich eröffnet werden: Anhand des Heidesheimer Tors wird die Pfalz zur Zeit der Staufer vorgestellt. Die Präsentation umfasst einen Außen- und einen Innenbereich. Außen wird den Besuchern durch vorherige Absenkung des Bodenniveaus auf historische Höhe und Konservierung der Befunde in ihrer Originallage das Denkmal ohne Rekonstruktionen näher gebracht. Im inneren Bereich, dem Präsentationshaus, werden historische Entwicklungen und Hintergründe erklärt.

### Museum bei der Kaiserpfalz
Im April 2004 wurde in Ingelheim das neu eingerichtete Museum bei der Kaiserpfalz mit Besucherzentrum eröffnet. Neben der Goldmünze Karls des Großen und der Ingelheimer Riemenzunge sind hier Marmor- und Porphyrreste ausgestellt, die einst Wände und Böden der karolingischen Kaiserpfalz schmückten.
Seit 2006 wird ein neues Modell der Kaiserpfalz gezeigt, in das aktuelle Grabungsergebnisse eingeflossen sind.
Anhand eines computergestützten Informationssystems kann sich der Besucher vertiefend zur Kaiserpfalz informieren.

### Ausstellungen
- 2014/2015: Prachtort. Pfalzansichten. Begleitbuch.

### Weitere Angebote für Besucher
Ein weiteres Angebot für Besucher ist der beschilderte Rundweg, der zu den teils versteckt im Saalgebiet gelegenen Überresten der Pfalz führt. Ausgangspunkt ist entweder die Informationsstele am Beginn der Straße „Im Saal“ östlich des Alten Rathauses oder das Besucherzentrum und Museum bei der Kaiserpfalz in der Alten Feuerwache. Die denkmalgerechte Erschließung der Kaiserpfalz wird durch 18 Rundweg-Stationen gewährleistet, an denen Besucher einzelne Informationstafeln anfinden können, die im Jahre 2006 runderneuert wurden. Ein Lageplan mit Standortmarkierung ist an jeder einzelnen Station wieder zu finden. Seit Mitte 2005 ist im Besucherzentrum außerdem eine ausführliche Informationsbroschüre zum „Historischen Rundweg“ erhältlich, die gegen eine Schutzgebühr von 2,- Euro erworben werden kann.
Ein weiterer wichtiger Schritt in Bezug auf die touristische Erschließung der Kaiserpfalz Ingelheim konnte im April 2007 mit dem eGuide gemacht werden. Dies ist ein Informationssystem, das auf PDAs läuft, die sich der Besucher im Besucherzentrum und Museum vor Ort ausleihen kann. Die kleinen Computer sind GPS-fähig, so dass man sich im ehemaligen Pfalzgebiet entlang der Route des beschilderten Rundwegs orientieren kann und sowohl visuelle als auch auditive Informationen über den PDA zu den einzelnen Stationen abrufen kann.